# Droite de Michael
La droite de Michael, nommée d'après le mathématicien américain Ernest Michael (en), est un espace topologique particulier. Ce fut le premier exemple d'espace normal dont le produit par un certain espace métrisable n'est pas normal.

## Définition
La droite de Michael M = (ℝ, τM) est la droite réelle, munie de la topologie τM dont chaque ouvert est l'union d'un ouvert usuel de ℝ et d'un ensemble quelconque d'irrationnels.

## Propriétés
- Dans M, tout irrationnel est un point isolé.
- La topologie τM est séparée, car plus fine que la topologie usuelle sur ℝ.
- Elle est à bases dénombrables de voisinages.
- Puisqu'elle a une infinité non dénombrable de points isolés, elle ne vérifie pas la condition de chaîne dénombrable donc elle n'est pas séparable.
- La droite de Michael est un espace normal (donc complètement régulier) et même paracompact[4],[5],[6] donc collectivement normal.
- Le produit M×X, où X est l'espace des irrationnels (muni de la topologie induite par la topologie usuelle de ℝ) n'est pas normal[1],[6],[7].
- La droite M n'est donc pas métrisable (puisque X l'est et M×X ne l'est pas).
- Elle n'est d'ailleurs même pas parfaitement normale car dans M, le fermé ℚ n'est pas un Gδ (puisqu'il n'en est pas un dans ℝ usuel[8], qui induit la même topologie sur ℚ).
- Elle n'est ni localement compacte, ni dénombrablement compacte[5].
- Elle n'est pas de Lindelöf[5].

- Ce n'est donc pas un « espace de Michael », c'est-à-dire un espace de Lindelöf dont le produit par l'espace des irrationnels n'est pas normal (l'existence de tels espaces est une question de théorie des ensembles[9]).